# Museu Etnográfico Nacional da Guiné-Bissau
O Museu Etnográfico Nacional da Guiné-Bissau é um museu etnográfico localizado em Bissau, na Guiné-Bissau. É um dos dois principais museus do país. 
O museu iniciou as actividades de recolha entre 1985 e 1986, sendo oficialmente inaugurado a 31 de Maio de 1988 em instalações localizadas no bairro da Ajuda, juntamente com os Arquivos Nacionais, recebendo cerca de uma centena de peças da coleção etnográfica e dos arquivos nacionais provenientes do Centro de Estudos da Guiné Portuguesa, activo entre 1946 e 1975.
Durante a guerra civil de 1998-1999 o edifício do museu foi usado como base das Forças Armadas Senegalesas. A colecção etnográfica e os  Arquivos nacionais sofreram danos irreparáveis. Perderam-se definitivamente muitos objetos e documentos, incluindo um importante espólio fotográfico que documentava os primeiros anos de atividade do museu, entre 1996 e 1990.

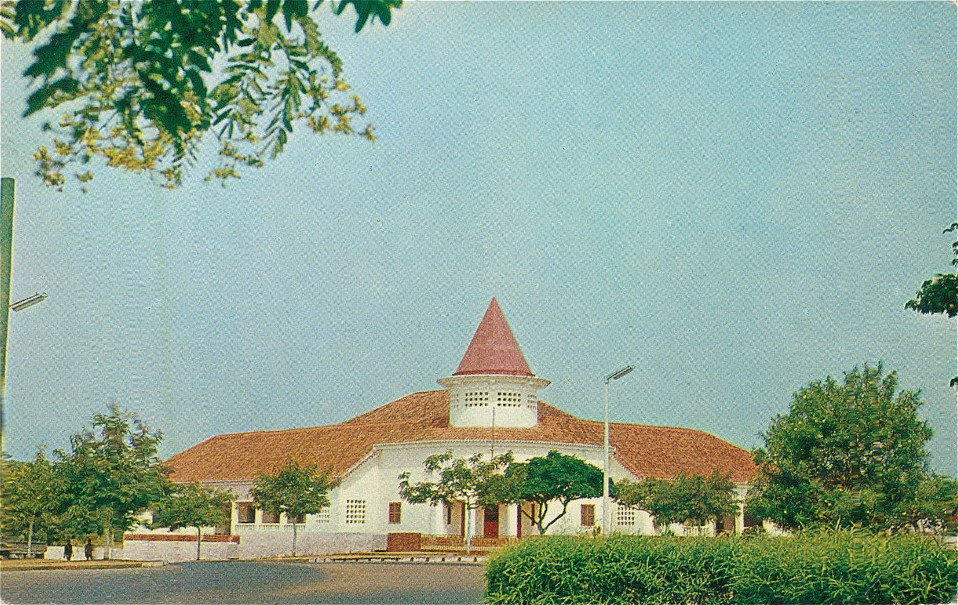
Edifício do Centro de Estudos da Guiné Portuguesa na década de 1960

Entre 2001 e 2009 a equipa do museu tentou realojar a colecção no edifício do bairro da Ajuda, não tendo sucesso, uma vez que o edifício tinha já sido destinado a albergar a biblioteca pública. O projeto da biblioteca acabou por não ter continuidade, estando hoje o edifício ao abandono.
Não estando esse espaço disponível, o museu instalou-se no edifício que em tempos abrigara o Centro de Estudos da Guiné Portuguesa, um edifício de arquitectura colonial portuguesa, construído por 1948 na então Praça do Império, hoje Praça dos Heróis Nacionais, junto ao Palácio Presidencial. Reabriu ao público a 15 de Setembro de 2017, com a presença do Ministro da Cultura da Guiné-Bissau, Tomás Barbosa, e o embaixador de Portugal na Guiné-Bissau. António Leão Rocha.

## Exposição 30 Anos de História
Na reabertura do museu, a 15 de Setembro de 2017, foi inaugurada a exposição "O Museu Etnográfico Nacional de Bissau: 30 Anos de História", expondo o trabalho realizado ao longo dos quatro anos anteriores o director do museu, Albano Mendes, o antropólogo Ramon Sarró e a museóloga/curadora Ana Temudo, com a digitalização de um antigo conjunto de cerca de 400 provas de contacto, guardadas ao longo de 30 anos em Bissau, que permitiram reconstruir a história do museu e das respectivas peças.
Embora os negativos e as fotografias impressas tenham sido irremediavelmente perdidos para sempre, as provas de contacto permitem conhecer as origens do museu no final da década de 1980. As imagens digitalizadas foram expostas em conjunto com alguns objetos que os conservadores do museu lograram recuperar da destruição em 1999.  Nas imagens recuperadas observa-se a arte dos costeiros, ferreiros, tecelões e oleiros, assim como os rituais e cerimonias das diferentes etnias. Podem ver-se também os primeiros registos do museu e da sua actividade.

A exposição contou com o apoio de várias entidades, entre as quais a Embaixada de Portugal em Bissau e o Instituto Camões, permanecendo aberta ao público durante duas semanas. Na abertura contou com uma mesa redonda em que participam os principais intervenientes da história do museu. Um catálogo com todas as imagens e textos será depois publicado, com o apoio da Fundação Gulbenkian.